# كريستوفر كان
كريستوفر كان (بالإنجليزية: Christopher Kane)‏ هو مصمم أزياء بريطاني، ولد في 26 يوليو 1982 في North Lanarkshire ‏ في المملكة المتحدة.

## وصلات خارجية
- الموقع الرسمي